# Veszprém Wildfires 2008
Questa voce raccoglie le informazioni riguardanti i Veszprém Wildfires nelle competizioni ufficiali della stagione 2008.

## Divízió II 2008

### Stagione regolare
| Zalaegerszeg 30 marzo 2008 2ª giornata | Zala Predators | 27 – 6 | Veszprém Wildfires | Ifjúsági Sportcentrum |

| 12 aprile 2008 4ª giornata | Pécs Gringos | 13 – 3 | Veszprém Wildfires |  |

| 19 aprile 2008 5ª giornata | Veszprém Wildfires | 20 – 2 | Szombathely Fighters |  |

| 17 maggio 2008 8ª giornata | Veszprém Wildfires | 12 – 9 | Kaposvár Golden Fox |  |

| 31 maggio 2008 10ª giornata | Eger Heroes | 13 – 3 | Veszprém Wildfires |  |

## Statistiche di squadra
| Competizione      | %Vittorie | In casa | In casa | In casa | In casa | In casa | In casa | In trasferta | In trasferta | In trasferta | In trasferta | In trasferta | In trasferta | Totale | Totale | Totale | Totale | Totale | Totale |
| Competizione      | %Vittorie | G       | V       | N       | P       | Pf      | Ps      | G            | V            | N            | P            | Pf           | Ps           | G      | V      | N      | P      | Pf     | Ps     |
| ----------------- | --------- | ------- | ------- | ------- | ------- | ------- | ------- | ------------ | ------------ | ------------ | ------------ | ------------ | ------------ | ------ | ------ | ------ | ------ | ------ | ------ |
| Stagione regolare | .400      | 2       | 2       | 0       | 0       | 32      | 11      | 3            | 0            | 0            | 3            | 12           | 53           | 5      | 2      | 0      | 3      | 44     | 64     |
| Totale            | .400      | 2       | 2       | 0       | 0       | 32      | 11      | 3            | 0            | 0            | 3            | 12           | 53           | 5      | 2      | 0      | 3      | 44     | 64     |